# Хань Хань
Хань Хань (спрощ.: 韩寒; кит. трад.: 韓寒; піньїнь: Hán Hán; нар. 23 вересня 1982, Шанхай) — китайський письменник, професійний автогонщик, співак, засновник журналу «Партія» (кит.: 独唱团, буквально «Сольний виступ хору») та найпопулярніший китайський блогер (цілком ймовірно, що і найпопулярніший блогер у світі). Він опублікував п'ять романів та співпрацює з видавництвом «Peony Literary Agency», розташованим у Гонконзі. Хань Хань також займається музичним продакшеном. У вересні 2010 року британський журнал «New Statesman» вніс його до списку «П'ятдесяти найвпливовіших фігур в усьому світі 2010 року».

## Життєпис
Перший есей Ханя, «Нещасливі дні» (кит.: 不快乐地混日子), було опубліковано, коли він ходив до середньої школи. Через успіхи Ханя в спорті його прийняли до шанхайської старшої школи Сун Цзян № 2 (кит.: 上海市松江二中). Протягом першого року навчання в старшій школі в 1999 році Хань зайняв перше місце в китайському конкурсі з нового концептуального письма за есей про китайський національний характер під назвою «Побачити себе крізь скло» (кит.: 杯中窥人). Наприкінці року Хань провалив іспити з семи предметів, тож був змушений залишитися в школі ще на один рік. Цей випадок набув широкого розголосу в засобах масової інформації та призвів до дебатів про якість китайського навчання, зокрема про те, чи має в школах поширюватися концепція голістичного або спеціалізованого навчання. Після чергового провалу іспитів з семи предметів Хань покинув школу.
Після дострокового завершення школи Хань працював над серією есеїв, деякі з яких були опубліковані — «Один градус нижче нуля», «Прес реліз 2003», «І я дрейфую» та «Різні есеї». Через свій перший роман під назвою «Потрійні двері», який було присвячено життю школяра третього класу в Шанхаї, Хань став широко відомим у всьому Китаї. Було надруковано двадцять мільйонів примірників роману, і через це ця книга стала найпопулярнішим літературним твором у Китаї за останні двадцять років. Інші новели, «Молодь, що прискорює ходу», «Заколот у місті Чан'ань», «Ідеальне місто», «Дні слави», «Його царство», також були опубліковані протягом останніх десяти років.
Через свою любов до автомобільних перегонів Хань став професійним автогонщиком, через що почав менше писати. Тим не менш, він продовжував вести блог про актуальні події, деякі дописи з якого провокують гарячі дебати. У блозі Ханя було зафіксовано 300 мільйонів хітів, що є найбільшим показником серед інших приватних блогів Китаю.
У лютому 2005 року в Голлівуді планувалося зняти фільм за мотивами роману «Дизменорея» (кит.: 痛经) китайського письменника Сє Хана, зйомки якого мали відбутися в одному з північних китайських міст. Через те, що Ханя видавався продюсерам найкращим кандидатом на головну чоловічу роль, вони відрекомендували його своїм американським колегам. Коли журналісти запитали Ханя про його думку з цього приводу, він відповів, що ще не отримав запрошення, але відхилить його, якщо воно надійде. Як пояснив Хань: «Не має значення те, що це голлівудський фільм, оскільки моє рішення буде залежати від того, хто буде грати головну жіночу роль». Коли Хань почув, що в сценарії мова йде про заборонене кохання між хлопчиком та його вчителькою, він розсміявся та відмовився зніматися, сказавши, що це робить його потенційну участь ще складнішою.
Хань також займався музикою. Його дебютний альбом «R-18» (кит.: 十八禁, від вісімнадцяти років і старше), до якого він всі тексти написав сам, було видано у вересні 2006 року.

## Дискусії в блозі

### Суперечка Хань Ханя та Бай Є: 2006
2 березня 2006 року китайський літературний критик Бай Є (кит.: 白烨) опублікував допис під назвою «Статус та майбутнє покоління, яке народилося у 80-ті» (кит.: 80后»现状与未来), критикуючи праці письменників, які народилися в період 1980—1989 років. Оскільки це була перша декада, протягом якої в Китаї почала діяти політика однієї дитини, більшість з цих письменників були єдиними дітьми в родині. Хань відповів на цей закид у своїй он-лайн статті «Літературне коло — це дурниця, не будьте претензійними» (кит.: 文坛是个屁 谁都别装逼). Внаслідок цього розгорнулася ціла дискусія з приводу сприйняття авторів, які народилися у 80-ті, у ролі справжніх письменників.
4 березня 2006 року Бай опублікував статтю під назвою «Моя декларація — відповідь Хан Ханю» (кит.: 我的声明 — 回应韩寒), в якій стверджувалося, що дописи Ханя вийшли за межі літературних дебатів у царину особистих звинувачень. Згодом до дебатів долучилися письменник Лу Тянь-Мін (кит.: 陆天明), його син, режисер Лу Чжуань (кит.: 陆川), та музикант Гао Сяо-Сун (кит.: 高晓松). В результаті дебатів опоненти Ханя закрили свої публічні блоги.

### Інші дебати: 2006—2007
Ставлячи під сумнів цінність сучасного китайського верлібру, 26 вересня 2006 року Хань опублікував статтю під назвою «Чому китайська поезія та поети все ще насправді існують?» (кит.: 现代诗和诗人为什么还存在). У цій та інших пов'язаних з цією темою статтях Хань пародіював модерних китайських поетів, в тому числі Сю Чжи-Мо (кит.: 徐志摩) та Хай Цзи (кит.: 海子), що викликало критичну реакцію з боку покоління пост-маоїстських поетів, а саме Шень Хао-Бо (кит.: 瀋浩波), Ян Лі (кит.: 杨黎), І Ша (кит.: 伊沙) та Дун Лі (кит.: 东篱). 10 квітня 2007 року Хань розкритикував дивну вибагливість рок-співака Чжен Жуня (кит.: 郑钧) у своєму дописі під назвою «Деякі нещодавні заходи» (кит.: 最近的一些安排), що викликало між ними конфлікт. У 2006 році Чжен назвав співочий конкурс «Супер-дівчина» (кит.: 超级女声) «нестерпно огидним», але наступного року взяв участь у схожому проекті «Супер-хлопець» (кит.: 快乐男声) як член журі.

## Видані праці
| №  | Назва твору                                                   | Назва мовою оригіналу    | Дата           | Примітки                                               |
| -- | ------------------------------------------------------------- | ------------------------ | -------------- | ------------------------------------------------------ |
| 1  | Потрійні двері / Triple Door                                  | 三重门                   | травень, 2000  | 2,000,000                                              |
| 2  | Один градус нижче нуля / One Degree Below Freezing            | 零下一度                 | серпень, 2000  | 1,000,000 прим.                                        |
| 3  | Молодь, що прискорює ходу / Like a Speeding Youth             | 像少年啦飞驰             | січень, 2002   | 550,000 прим.                                          |
| 4  | Отрута / Poison                                               | 毒                       | жовтень, 2002  | 300,000 прим.                                          |
| 5  | Прес реліз 2003 / Press Release 2003 (або General Text 2003)  | 通稿 2003                | вересень, 2003 | 400,000 прим.                                          |
| 6  | Заколот у місті Чан'ань / Riot in Chang'an City               | 长安乱                   | вересень, 2004 | 600,000 прим.                                          |
| 7  | І я дрейфую / And I Drift (або Flowing Around Just Like This) | 就这么漂来漂去           | листопад, 2005 | —                                                      |
| 8  | Ідеальне місто / An Ideal City (або A Fortress)               | 一座城池                 | грудень, 2005  | —                                                      |
| 9  | Вибрані праці                                                 | 韩寒五年文集             | лютий, 2005    | —                                                      |
| 10 | Дні слави / Glory Days                                        | 光荣日                   | липень, 2007   | —                                                      |
| 11 | Різні есеї / Miscellaneous Essays                             | 杂的文                   | березень, 2008 | —                                                      |
| 12 | Його царство / His Kingdom (або His Nation)                   | 他的国                   | грудень, 2008  |                                                        |
| 13 | Трава / Grass                                                 | 草                       | травень, 2009  | —                                                      |
| 14 | Чудовий батіг / Lovely scourge (або Lovely Predators)         | 可爱的洪水猛兽           | липень, 2009   | Збірка дописів до блогу, написаних з 2008 по 2009 рік. |
| 15 | 1988: я хочу поговорити з цим світом                          | 1988：我想和这个世界谈谈 | вересень, 2010 | —                                                      |
| 16 | Юність / Youth                                                | 青春                     | листопад, 2011 | —                                                      |